# Petr Kužel
Petr Kužel (11. března 1962 Praha – 30. ledna 2021) byl český politik a podnikatel, v letech 2008 až 2014 prezident Hospodářské komory ČR.

## Biografie
Vystudoval Střední průmyslovou školu dopravní v Praze. Od 19. listopadu 1994 do 10. října 2014 byl členem zastupitelstva Prahy 13. Dále byl v letech 2005 až 2010 členem Zastupitelstva hlavního města Prahy. V roce 2005 se stal viceprezidentem Hospodářské komory; dne 29. května 2008 byl na sněmu Hospodářské komory zvolen jejím prezidentem. Tuto funkci vykonával do 22. května 2014.
Zemřel dne 30. ledna 2021 ve věku 58 let na nemoc covid-19.

## Kontroverze
V květnu 2013 bylo oznámeno, že čelí trestnímu oznámení, ze strany Nadačního fondu proti korupci, který ho podezírá ze zpronevěry, porušení povinností při správě cizího majetku či pletichy při zadávání veřejné zakázky.
Pod vedením Petra Kužela zadala HK předraženou zakázku bez výběrového řízení neznámé firmě RDM s.r.o. s nedohledatelným ukrajinským majitelem. Ačkoli zakázku získala nejprve sama HK, nebyla ji schopna plnit. HK za ní firmě RDM s.r.o. zaplatila 91 milionů korun.
| Hospodářská komora ČR      | Hospodářská komora ČR  | Hospodářská komora ČR     |
| -------------------------- | ---------------------- | ------------------------- |
| Předchůdce: Jaromír Drábek | 2008 – 2014 Petr Kužel | Nástupce: Vladimír Dlouhý |